# Campionati del mondo di ciclismo su strada 2021 - Cronometro femminile Elite
La cronometro femminile Elite dei Campionati del mondo di ciclismo su strada 2021 si svolse il 20 settembre 2021 su un percorso di 30,3 km, con partenza da Knokke-Heist e arrivo a Bruges nelle Fiandre in Belgio. La vittoria fu appannaggio dell'olandese Ellen van Dijk con il tempo di 36'05"28 alla media di 50,383 km/h, davanti alla svizzera Marlen Reusser e alla connazionale Annemiek van Vleuten.
Sul traguardo di Bruges tutte le 49 cicliste partite da Knokke-Heist portarono a termine la competizione.

## Classifica (Top 10)
| Pos. | Corridore            | Squadra       | Tempo     |
| ---- | -------------------- | ------------- | --------- |
| 1    | Ellen van Dijk       | Paesi Bassi   | 36'05"28  |
| 2    | Marlen Reusser       | Svizzera      | a 10"29   |
| 3    | Annemiek van Vleuten | Paesi Bassi   | a 24"02   |
| 4    | Amber Neben          | Stati Uniti   | a 1'24"28 |
| 5    | Lisa Brennauer       | Germania      | a 1'29"66 |
| 6    | Juliette Labous      | Francia       | a 1'47"11 |
| 7    | Lisa Klein           | Germania      | a 1'51"99 |
| 8    | Joscelin Lowden      | Gran Bretagna | a 1'59"53 |
| 9    | Riejanne Markus      | Paesi Bassi   | a 1'59"64 |
| 10   | Alena Amjaljusik     | Bielorussia   | a 2'18"99 |